# Give Me a Sign
«Give Me a Sign» es una canción de la banda estadounidense de metal alternativo Breaking Benjamin. Fue lanzado el 5 de enero de 2010 como el segundo sencillo de su cuarto álbum de estudio Dear Agony, editado en septiembre de 2009. 

## Lanzamiento y promoción
La canción fue lanzada como sencillo de radio el 5 de enero de 2010. Tras su lanzamiento como sencillo, la canción adoptó el título extendido, "Give Me a Sign (Forever and Ever)". La canción alcanzó el puesto número 97 en el Billboard Hot 100. Tuvo mucho más éxito en las listas de rock de Billboard, alcanzando el puesto número seis en la lista Hot Mainstream Rock Tracks, el número nueve en la lista Hot Rock Songs y el número 10 en la lista Alternative Songs.
La banda lanzó una versión acústica el 13 de enero de 2010. La versión acústica se colocó en el lanzamiento de importación japonesa de Dear Agony.
Junto con los sencillos "Sooner or Later" y "Until the End", "Give Me a Sign" se lanzó como una canción descargable en Guitar Hero 5 y Band Hero a través del DLC Breaking Benjamin Track Pack.

## Video musical
El 17 de febrero, se puso en proceso de planificación un vídeo musical. La banda grabó el vídeo de "Give Me a Sign" con el aclamado director Nigel Dick. Aunque el cantante Benjamin Burnley dijo que no había divulgado completamente el concepto, añadió un elemento de suspenso al afirmar que esperaba que los fans de la banda "reconocieran y se emocionaran con la inclusión de ciertos personajes clave del pasado de la banda". El vídeo se estrenó en su página de Myspace el 10 de marzo, que coincidió con el 32º cumpleaños de Benjamin Burnley. Es el último vídeo de Breaking Benjamin en el que aparecen Aaron Fink, Mark Klepaski y Chad Szeliga.
El vídeo musical muestra a una joven ingresada en un hospital, a su prometido, a un anciano y a un niño pequeño. Un hombre cuyo rostro no se puede ver entra en sus habitaciones y les toma las manos. Cada habitación presenta ilustraciones de los álbumes de Breaking Benjamin. La habitación del niño tiene una imagen de la portada de Saturate. El anciano con el tatuaje de Breaking Benjamin en el dedo es de la portada de We Are Not Alone. El hombre sin rostro es el "ángel malvado" de la portada de Phobia y de la canción del mismo nombre; y la mujer en la cama del hospital se parece a Jane del video musical "El diario de Jane". Su habitación muestra la resonancia magnética de la cabeza de Ben de la portada de Dear Agony.

## Lista de canciones
| Sencillo promocional n.1 |                                                           |          |  |
| N.º                      | Título                                                    | Duración |  |
| 1.                       | «Give Me a Sign (Forever and Ever) (radio edit)»          | 3:41     |  |
| 2.                       | «Give Me a Sign (Forever and Ever) (radio edit)»          | 3:41     |  |
| 3.                       | «Give Me a Sign (Forever and Ever) (album version)»       | 4:17     |  |
| 4.                       | «Give Me a Sign (Forever and Ever) (call-out hook No. 1)» | 0:11     |  |
| 5.                       | «Give Me a Sign (Forever and Ever) (call-out hook No. 2)» | 0:08     |  |

| Sencillo promocional n.2 |                                                         |          |  |
| N.º                      | Título                                                  | Duración |  |
| 1.                       | «Give Me a Sign (Forever and Ever) pop edit»            | 3:45     |  |
| 2.                       | «Give Me a Sign (Forever and Ever) alt radio edit»      | 3:40     |  |
| 3.                       | «Give Me a Sign (Forever and Ever) call-out hook No. 1» | 0:11     |  |
| 4.                       | «Give Me a Sign (Forever and Ever) call-out hook No. 2» | 0:08     |  |

## Posicionamiento en lista
| Lista (2010)                                  | Posición |
| --------------------------------------------- | -------- |
| Estados Unidos (Billboard Hot 100)            | 97       |
| Estados Unidos (Hot Rock & Alternative Songs) | 9        |